# Alfvénlaboratoriet

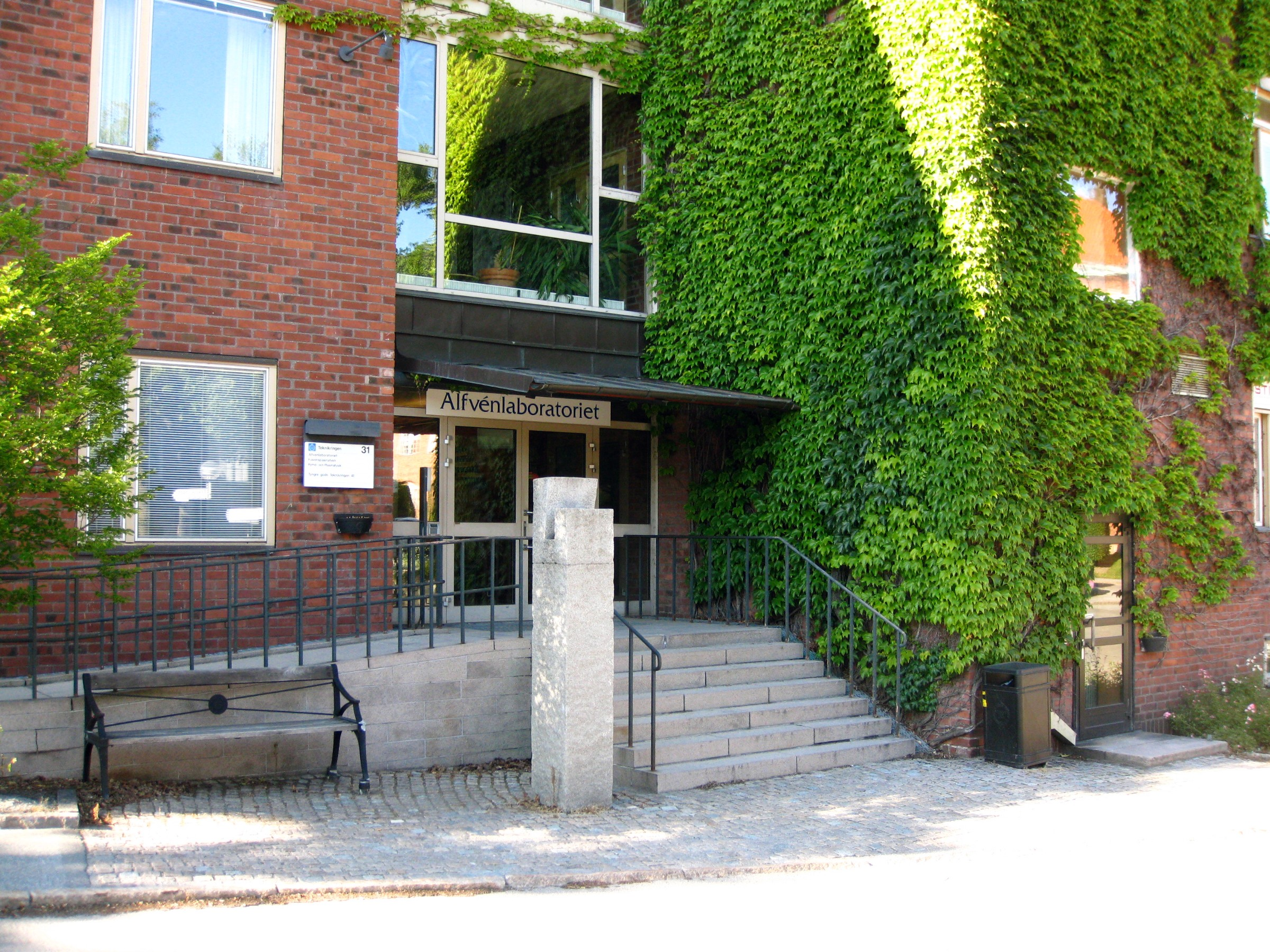
Alfvénlaboratoriet på Teknikringen 31.

Alfvénlaboratoriet är en del av Skolan för Elektro- och Systemteknik vid Kungliga Tekniska Högskolan (KTH) i Stockholm som är inriktad mot plasmafysik.
Laboratoriet bildades som en organisatorisk enhet 1990 genom en sammanslagning av tre existerande KTH-institutioner med verksamhet relaterad till plasmafysik och elektronfysik som alla gick tillbaka till verksamhet initierad av Hannes Alfvén, som var professor vid KTH 1940-1973 och tilldelades nobelpriset i fysik 1970.
Från 2001 till 2005 ingick också KTH:s tidigare institution för elektromagnetisk fältteori i Alfvénlaboratoriet. Sedan 2006 utgör inte längre Alfvénlaboratoriet en egen organisatorisk enhet, men namnet används fortfarande om verksamheten och laboratorieanläggningarna inom plasmafysik.
Verksamheten vid Alfvénlaboratoriet gäller tillämpningar av plasmafysik dels inom fusion, och dels inom rymdområdet.